# حجل هاينان
حجل هاينان (الإسم العلمي:Arborophila ardens)، هو نوع من الطيور يتبع جنس حجلان التلال من أسرة الحجلاوات ضمن فصيلة التدرجية من رتبة الدجاجيات.